# Boicote aos ônibus de Montgomery
O boicote aos autocarros de Montgomery foi um boicote político e social, realizado entre 1955 e 1956 na cidade de Montgomery, Alabama, com o objetivo de se opor à política de segregação racial vigente no transporte público da cidade. Estiveram envolvidos no movimento muitas pessoas conhecidas, tais como Martin Luther King Jr., Rosa Parks e outros. O movimento causou déficits elevados no sistema de transporte público de Montgomery, em função de uma grande porcentagem de pessoas que usavam o transporte público deixarem de usá-lo. O esforço se estendeu de 1 de dezembro de 1955 a 20 de dezembro de 1956 e levou a uma decisão da Suprema Corte dos Estados Unidos declarando as exigências legais de segregação nos ônibus no estado do Alabama e na cidade de Montgomery inconstitucionais.

## Método de segregação nos ônibus de Montgomery
Sob o sistema de segregação nos ônibus de Montgomery, os brancos que entrassem no veículo sentavam-se na parte da frente do ônibus, preenchendo-o em direção ao fundo. Os negros que entrassem no ônibus deviam sentar-se no fundo, preenchendo os lugares em direção à parte frontal do veículo. Quando os dois grupos se encontrassem e não houvesse mais lugares disponíveis, exigia-se que o negro que entrasse depois ficasse em pé. Se uma outra pessoa branca entrasse no ônibus, um negro que se sentasse no lugar mais à frente do veículo teria de se levantar para dar lugar ao branco, permitindo a expansão do espaço destinado aos brancos.

## Rosa Parks

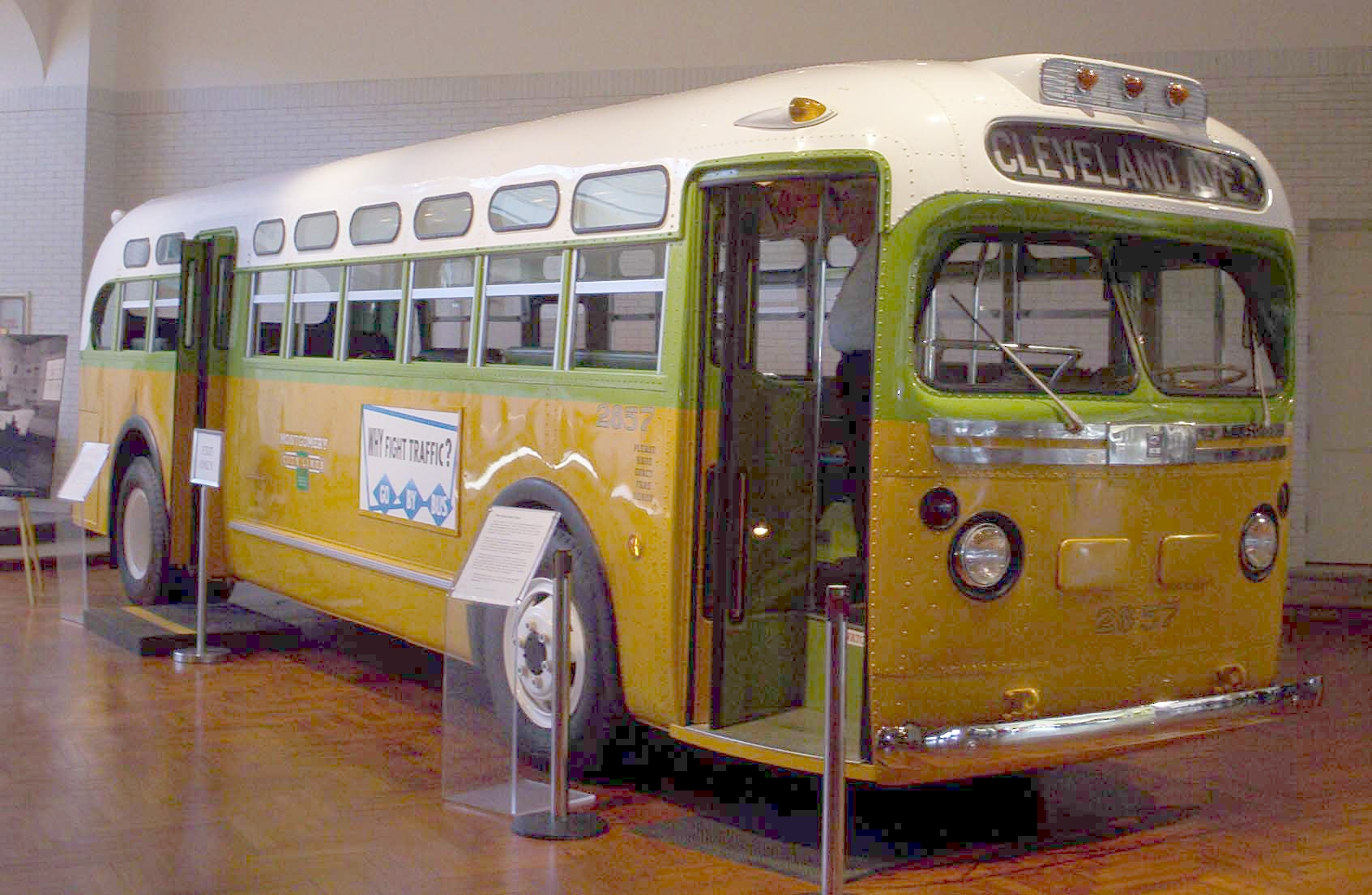
O ônibus da National City Lines, de número 2857, no qual Rosa Parks estava viajando antes de ser presa (um GM "old-look", número serial 1132), está em exibição no Museu Henry Ford.

Rosa Parks nasceu em 4 de fevereiro de 1913, em Tuskgee, Alabama.  Ela era costureira e trabalhava como secretária para a seção local da NAACP. Logo após a sua prisão, em 1 de dezembro de 1955, Rosa havia completado um curso de "Relações Raciais" na Highlander Folk School no Tennessee, no qual a desobediência civil não violenta foi discutida como tática.
Na quinta-feira, 1 de dezembro de 1955, Rosa Parks estava sentada na fileira mais à frente destinada às pessoas negras. Quando um homem branco entrou no veículo, o motorista James F. Blake, disse a todos na fileira na qual ela estava que se movessem para trás para criar uma nova fileira para os brancos. Ao mesmo tempo em que todos os outros negros na fila cumpriram o determinado, Rosa recusou-se e foi presa por desobedecer à ordem do motorista, pois embora a legislação municipal não determinasse explicitamente a segregação, dava poderes discricionários ao motorista para determinar os lugares dentro do veículo.
Declarada culpada em 5 de dezembro, Parks foi multada em US$ 10,00, mais as custas judiciais de US$ 4,00, punição da qual ela recorreu. O boicote foi desencadeado pela prisão de Rosa. Como consequência, Rosa Parks é considerada uma pioneira do Movimento dos Direitos Civis nos Estados Unidos.

## E. D. Nixon
Algumas ações contra a segregação já haviam sido feitas algum tempo antes da detenção de Rosa Parks, sob a liderança de E. D. Nixon, presidente da seção local da NAACP e membro da Brotherhood of Sleeping Car Porters. Nixon pretendia que a prisão de Rosa Parks fosse um teste para motivar os cidadãos negros de Montgomery a desafiar a segregação nos ônibus das cidade. Com esse objetivo, os líderes comunitários esperavam a "pessoa certa" para ser presa, aquela que provocaria a ira da comunidade negra, motivando-a a agir, que levaria a discussão sobre as leis segregacionistas ao Poder Judiciário e que, por fim, fosse "acima de qualquer suspeita". Quando Claudette Colvin, de 15 anos, foi presa naquele mesmo ano por recusar-se a dar o lugar a um homem branco, E.D. Nixon acreditou que tivesse encontrado a pessoa certa, mas a adolescente tinha ficado grávida. Nixon mais tarde explicou: "eu devia ter a certeza de estar com alguém com quem eu pudesse vencer". Parks, entretanto, era uma boa candidata por estar empregada, por ser casada e benquista na comunidade. 
Entre a prisão e o julgamento de Parks, Nixon organizou um encontro dos religiosos locais na igreja onde Martin Luther King, Jr. pregava. Embora Nixon não tenha podido ir à reunião por causa de seu trabalho, ele pôde fazer com que não houvesse a eleição de um líder para o boicote até que ele pudesse chegar ao local. Quando chegou, E.D. Nixon encontrou-se com Ralph Abernathy e o reverendo E.N. French para dar um nome à associação responsável pelo boicote (o nome escolhido foi "Montgomery Improvement Association" (MIA), enquanto Martin Luther King Jr. foi escolhido para liderar o movimento. Nixon queria King para a liderança do boicote porque o jovem pastor era novo em Montgomery e os outros pastores não tiveram tempo suficiente para intimidá-lo. Numa reunião maior e posterior àquela, a agenda de Nixon foi ameaçada por certos religiosos relutantes em apoiar a campanha. Nixon ficou indignado, mostrando como as congregações desses pastores trabalhavam para contribuir para o bem-estar desses pastores e que agora as pessoas precisavam que esses pastores se levantassem por elas, enquanto agora eles se recusavam a fazê-lo. Nixon ameaçou revelar essa covardia à comunidade negra, no que foi seguido por King, negando estar com medo de apoiar o boicote. King concordou em liderar a associação e Nixon foi eleito o tesoureiro.

## Boicote
Na noite da prisão de Rosa Parks, Jo Ann Robinson, líder do "Women's Political Council", imprimiu e fez circular um panfleto em meio à comunidade negra de Montgomery, no qual dizia:

"Outra mulher foi presa e jogada na cadeia porque se recusou a levantar-se de seu lugar no ônibus para que um branco se sentasse. É a segunda vez desde o caso de Claudette Colvin que uma mulher negra foi presa pela mesma razão. Isto não deve continuar. Os negros também têm direitos e se os negros não andarem de ônibus, eles não poderão operar. Três quartos dos usuários são negros e ainda que sejamos presos ou tenhamos de ficar de pé com bancos vazios. Se nada fizermos para parar com essas prisões, elas continuarão. Da próxima vez poderá ser você, ou sua filha, ou sua mãe. O caso dessa mulher será julgado na segunda-feira. Nós estamos, desta forma, pedindo a cada negro para não entrar nos ônibus na segunda em protesto pela prisão e pelo julgamento. Não andem nos ônibus para trabalhar, para ir à cidade, para ir à escola ou para qualquer coisa na segunda-feira. Vocês podem se dar ao luxo de não ir à escola por um dia se não tiverem outros meios de ir que não por ônibus. Você também pode deixar de ir à cidade por um dia. Se você trabalha, pegue um táxi ou caminhe. Mas por favor, crianças e adultos, não andem de ônibus na segunda. Não andem em nenhum ônibus na segunda."
Na manhã seguinte, em uma reunião liderada pelo chefe da MIA, King, um boicote ao transporte público da cidade foi proposto para exigir uma linha divisória nas seções segregadas dos ônibus. Uma linha assim significaria que, se a parte destinada aos brancos fosse toda ocupada, os brancos teriam de ficar de pé e os negros não seriam forçados a ceder seus lugares aos brancos. 
Esta exigência foi um compromisso entre os líderes do boicote, que acreditavam que a cidade de Montgomery estaria mais propensa a aceitar tal medida em vez de uma proposta demandando a integração total nos ônibus. A esse respeito, a liderança da MIA seguiu o padrão de boicotes anteriores no Sul dos Estados Unidos durante a década de 1950. Um exemplo foi o boicote vitorioso alguns anos antes nas estações de serviço no Mississípi, que se recusavam a providenciar toaletes aos negros. O MIA exigiu a presença de uma linha divisória fixa, suplementada por uma outra exigência: a de que todos os passageiros de ônibus fossem tratados com urbanidade pelos motoristas. A proposta foi aprovada e o boicote foi marcado para começar na segunda-feira seguinte. Para dar publicidade ao boicote, ele foi noticiado em todas as igrejas negras de Montgomery no domingo.
No sábado, 3 de dezembro, era evidente que a comunidade negra apoiaria o boicote e poucos negros andaram de ônibus naquele dia. Na noite daquele dia houve uma grande reunião para determinar a possibilidade de continuidade do protesto, o que motivou uma resposta entusiástica do público presente. O boicote mostrou-se bastante efetivo, a ponto de o sistema municipal de transporte ficar seriamente comprometido financeiramente. Martin Luther King mais tarde escrever: "[um] milagre aconteceu". Em vez de andar de ônibus, os participantes do boicote organizaram um sistema de carona solidária, com donos de carros oferecendo seus veículos e/ou a si próprios para levar as pessoas a vários destinos. Quando a cidade pressionou as empresas de seguros locais a não mais fornecerem apólices para os carros presentes nos mutirões de carona solidária, os líderes do boicote recorreram ao Lloyd's of London.
Os taxistas negros cobravam US$ 0,10 pela viagem, tarifa idêntica à do ônibus, em apoio ao boicote. Quando os administradores da cidade souberam do fato, em 8 de dezembro, determinaram que qualquer taxista que cobrasse menos de US$ 0,45 fosse multado. Além de se valerem de carros particulares, algumas pessoas utilizaram bicicletas, caminharam, ou mesmo montarias em mulas ou viagens em carroças. Algumas pessoas também pediram carona. Durante os horários de pico, as calçadas frequentemente ficavam lotadas. Como os ônibus andavam com poucos passageiros, quando não andavam vazios, os responsáveis pelo transporte pediram à municipalidade a interrupção do serviço para as comunidades negras.  Em todo o país, as igrejas dos negros levantavam dinheiro para apoiar o boicote e enviaram sapatos novos ou com pouco uso para repor os calçados dos cidadãos negros de Montgomery, muitos dos quais preferiam o pedestrianismo a se submeter às leis Jim Crow.
Em resposta ao boicote, os brancos opositores hipertrofiaram o White Citizens' Council (Conselho dos Homens Brancos): a quantidade de membros dobrou ao longo do boicote. Os conselhos às vezes se valeram da violência - as casas de Martin Luther King Jr. e Ralph Abernathy foram atingidas por coquetéis Molotov, sofrendo graves danos pelo fogo gerado, assim como também o foram quatro igrejas batistas. Participantes do boicote foram agredidos com frequência.
Sob a validade de um regulamento de 1921, 156 manifestantes foram presos por "frustrar" o serviço dos ônibus, inclusive King. Foi-lhe oferecida a escolha entre uma multa de US$ 500,00 ou passar 386 dias na cadeia. Ele acabou passando duas semanas na prisão. A medida foi frustrada pela atenção nacional direcionada ao protesto. King comentou a sua prisão, dizendo: "Estou orgulhoso de meu crime. O crime de juntar meu povo em um protesto não violento contra a injustiça".

## Vitória

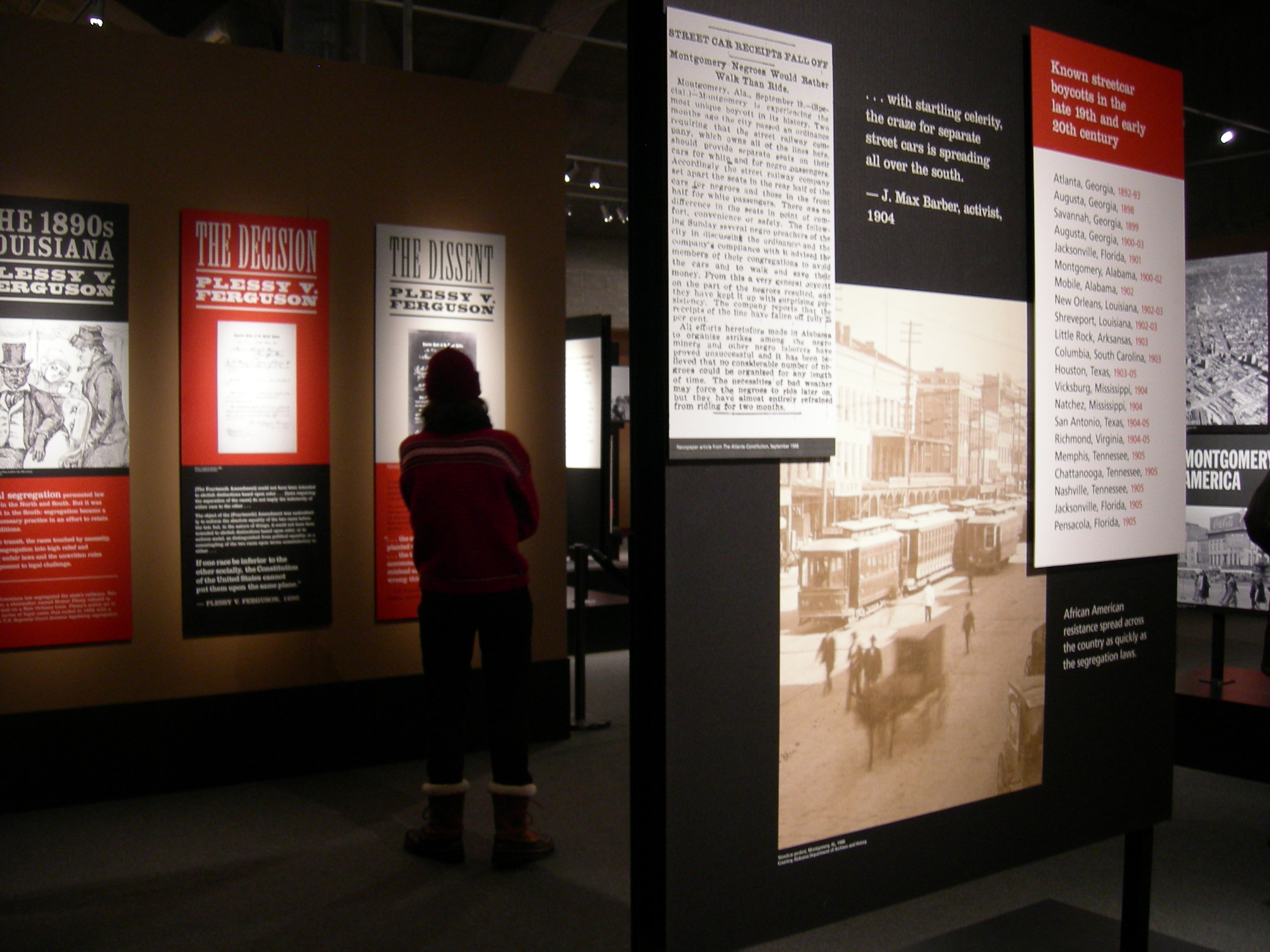
A exibição "381 Days: The Montgomery Bus Boycott", da Smithsonian Institution, no Washington State Historical Museum.

A pressão aumentou em todo o país e em 4 de junho de 1956 a vara federal local, decidiu no caso Browder v. Gayle que as leis de segregação racial do Alabama eram inconstitucionais. Entretanto, uma apelação manteve a segregação intacta e o boicote se prolongou até que, finalmente, em 13 de novembro de 1956, a Suprema Corte manteve a decisão da justiça local. Esta vitória levou à criação de uma nova legislação, que permitia aos passageiros negros se sentarem onde quisessem. O boicote foi oficialmente encerrado em 20 de dezembro de 1956, tendo durado 381 dias. Martin Luther King Jr. encerrou a festa da vitória com um discurso magnânimo para encorajar a aceitação da decisão. O boicote aos ônibus de Montgomery também teve ramificações que foram muito além da dessegregação dos ônibus públicos e ofereceu mais que uma resposta positiva à ação da Suprema Corte contra a segregação racial. O boicote aos ônibus de Montgomery mandou vibrações que se estenderam a todos os Estados Unidos, estimulando uma luta nacional pela liberdade e pela justiça, o Movimento pelas Liberdades Civis.
O boicote - e a sua subsequente vitória - deu origem ao Movimento das Liberdades Civis nos Estados Unidos e deu a Martin Luther King Jr. notoriedade nacional, tornando-o um dos principais líderes da causa.

## Envolvimento

### Pessoas
- Ralphi Abernathi
- Hugo Blacki
- James Blakei
- Aurelia Browder
- Thomas Dean Brown
- Mary Fair Burks
- Johnnie Carr
- Claudette Colvin
- Clifford Durr
- Georgia Gilmore
- Robert Graetz
- Fred Gray
- Grover Hall Jr.
- Jake Peters
- Coretta Scott King
- Martin Luther King Jr.
- Gregory McDonel (Youngones)
- E.D. Nixon
- Rosa Parks
- Mother Pollard
- Jo Ann Robinson
- Bayard Rustin
- Glen Smiley
- Mary Louise Smith
- Kayla Michelle Smith

### Organizações
(Fonte: Who Was Involved (Quem se envolveu))
- Women's Political Council
- Montgomery Improvement Association
- Fellowship of Reconciliation
- Congress of Racial Equality
- Southern Christian Leadership Conference
- Committee for Nonviolent Integration
- Men of Montgomery
- NAACP

## Artigos relacionados
- Rosa Parks
- Leis Jim Crow

## Leituras adicionais
- Taylor Branch, Parting The Waters: America In The King Years, 1954-63 (1988; New York: Simon & Schuster/Touchstone, 1989). ISBN 0-671-68742-5 (em inglês)
- Clayborne Carson et al., editors, Eyes on The Prize Civil Rights Reader: documents, speeches, and first hand accounts from the black freedom struggle (New York:Penguin Books, 1991). ISBN 0-14-015403-5 (em inglês)
- David J. Garrow, editor, The Montgomery Bus Boycott and the Women Who Started It: The Memoir of Jo Ann Gibson Robinson (Knoxville: The University of Tennessee Press, 1987).  ISBN 0-87049-527-5 (em inglês)
- Martin Luther King Jr., Stride Toward Freedom. ISBN 0-06-250490-8 (em inglês)
- Aldon D. Morris, The Origins Of The Civil Rights Movement: Black Communities Organizing For Change (New York: The Free Press, 1984).  ISBN 0-02-922130-7 (em inglês)
- Howell Raines, My Soul Is Rested: The Story Of The Civil Rights Movement In The Deep South. ISBN 0-14-006753-1 (em inglês)
- Juan Williams, Eyes on The Prize: America's Civil Rights Years, 1954-1965 (New York: Penguin Books, 1988).  ISBN 0-14-009653-1 (em inglês)
- Walsh Frank, Landmark Events in American History: The Montgomery Bus Boycott. (em inglês)
- Morgan Freedman, "Freedom Walkers: The Story of the Montgomery Bus Boycott" (em inglês)